# 하이메 롤도스
하이메 롤도스(스페인어: Jaime Roldós, 1940년 11월 5일~1981년 5월 24일)는 1979년부터 1981년까지 에콰도르의 대통령을 지낸 정치인이다. 민주화 이후 선출된 첫 대통령이며, 1981년 재직 중 비행기 사고로 사망했다.

## 생애
1940년 11월 5일 과야킬에서 태어났다. 비센테 로카푸에르테 국립 학교에서 수학했고, 과야킬 대학교에서 법률학과 사회과학을 공부했다. 학창 시절 우수한 학생이었으며 많은 상과 메달, 장학금을 얻었다.
37세 때 포퓰리즘 공약을 걸고 대통령 선거에 출마했다. 1차 투표에서는 최다 득표를 기록했으나, 결선 투표에서는 50% 이상의 득표가 필요했다. 하지만 결선 투표에서 식스토 두란 바옌을 꺾고 당선되었으며, 1979년 8월 10일 대통령으로 취임하였다.

## 사망
1981년 5월 24일, 롤도스와 부인 마르타 부카람, 국방부 장관 마르코 아우렐리오 수비아 장군 부처 등을 태운 비행기가 페루 국경 근처 와이라풍고 산에 추락했다. 향년 40세. 사망 후 대통령직은 부통령 오스발도 우르타도 라레아가 승계했다.

### 미국 개입설
2005년, 에콰도르와 파나마에서 '경제 저격수'로 활동하던 존 퍼킨스는 미국이 개입했다고 밝혔다. 존 퍼킨스는 1971년부터 10년 동안 세계 각국을 돌아다녔는데, 그는 1972년 에콰도르에서 석유가 발견되었다고 밝혔다. 그러자 미국 정부가 그를 투입하여 에콰도르에 석유 개발에 관한 협상을 하게 했는데, 그 협상은 미국에게만 상당한 이득이 돌아가게 하는 것이었다. 당시 자국의 경제 상황을 파악한 롤도스는 이를 거부했고, 이에 미국 정부가 자칼을 투입시켜 그를 죽였다는 것이다. 두 달 뒤 파나마의 최고지도자였던 오마르 토리호스도 비슷한 이유로 죽임을 당했다고 한다.

## 사망 후
사망 후, 대통령직은 부통령 오스발도 우르타도 라레아가 승계했다. 동생인 레온 롤도스는 오스발도 우르타도 라레아 대통령 하에서 부통령을 지냈으며, 딸인 마르타 롤도스 부카람은 2009년 대선에 출마하기도 했다. 롤도스는 1996년부터 1997년까지 대통령을 지낸 압달라 부카람 오르티스의 매형이기도 하다. 롤도시스트당은 그의 이름을 딴 것이다.

## 참조
1. ↑  경향신문 (1981년 5월 25일). “搭乘機 추락 에콰도르大統領등 11명死亡”. 2013년 11월 16일에 확인함.
2. ↑  전선하 (2010년 9월 27일). “‘서프라이즈’ 세계 경제 쥐락펴락 미국, 중•남미 대통령 암살?”. 2013년 11월 16일에 확인함.